# Château de Middleham
Le château de Middleham dans la vallée de Wensleydale, dans le comté du Yorkshire du Nord, a été construit vers 1190 par Robert Fitzrandolph, troisième Lord de Middleham et de Spennithorne. Il a été bâti près du site d'une ancienne motte castrale. 
En 1270, le château passe entre les mains de la famille Neville, dont la figure la plus importante est Richard Neville, le « faiseur de roi ». 